# Jókó
Jókó (japonsky 陽光 nebo ようこう – sluneční světlo), předstartovní název Solar A, byla japonská sluneční observatoř na oběžné dráze Země. Výrobcem a provozovatelem sondy byla agentura ISAS (Institute of Space and Astronautical Science, později přejmenovaná na JAXA – Japan Aerospace Exploration Agency).

## Přístrojové vybavení
- teleskop měkkého rentgenového záření SXT (Soft X-ray Telescope)
- teleskop tvrdého rentgenového záření HXT (Hard X-ray Telescope)
- širokopásmový spektrometr WSB (Wide-Band Spectrometer)
- spektrometr BCS (Bragg Crystal Spectrometer)

## Sluneční observatoř
Družice obíhala Zemi po dráze ve výšce 500-700 km, která se postupně snižovala, s inklinací asi 31°. Cílem mise bylo snímat Slunce hlavně v oblasti rentgenového záření. Teleskop měkkého rentgenového záření SXT (Soft X-ray Telescope), který byl součástí vybavení observatoře, dokázal dělat snímky Slunce s rozlišením až 2000 km. Na přípravě observatoře a jeho pozorováních se také podíleli vědci z USA a Velké Británie.

## Ukončení činnosti
Jókó fungovala do prosince 2001, kdy v průběhu prstencového zatmění Slunce vypadl její orientační a stabilizační systém. Kvůli nedostatku energie byla přerušena vědecká pozorování. Přes opakované pokusy o oživení se družici nepodařilo znovu uvést do provozu a 12. září 2005 shořela v atmosféře Země. Během deseti let své činnosti získala observatoř velmi cenné informace o sluneční koróně a erupcích.